# Лычково (Днепропетровская область)
Лы́чково (укр. Личкове) — село,
Лычковский сельский совет,
Магдалиновский район,
Днепропетровская область,
Украина.
Код КОАТУУ — 1222384001. Население по переписи 2001 года составляло 15 987 822 человека. Уберите враньё! Не может быть в селе почти 16 миллионов жителей. 
Является административным центром Лычковского сельского совета, в который, кроме того, входит село
Великокозырщина.

## Географическое положение
Село Лычково находится на правом берегу канала Днепр — Донбасс параллельно которому протекает река Орель,
ниже по течению примыкает село Великокозырщина,
на противоположном берегу старицы реки Орель — село Лимановка (Зачепиловский район) Харьковской области.
Вокруг села остатки русла реки Орель, которое образует лиманы, старицы и заболоченные озёра.
Через село проходят автомобильная дорога Т-0412 и
железная дорога, станция Бузовка.

## История
- На территории, где расположено село Лычково, обнаружены поселения и могильник эпохи неолита (IV тысячелетие до н. э.), курганы эпохи бронзы (II тысячелетие до н. э.), поселение и могильник славян VII — VIII вв. н. эры.
- Основано село Лычково во второй половине XVII века [2]. По преданиям, название населенного пункта происходит от имени одного из первых поселившихся там запорожских казаков — Лычка.
- Первое официальное упоминание о селе Лычково датируется 1706 годом. В то время это был относительно крупный населенный пункт с несколькими десятками дворов и деревянной церковью.

## Экономика
- «Лычково», ЗАО

## Объекты социальной сферы
- Школа.
- Детский сад.
- Больница.
- Клуб.